# Ann Fortune FitzRoy
Ann Fortune FitzRoy (duquessa de Grafton, GCVO JP, Sussex, Regne Unit, 24 de febrer de 1920 – Londres, Regne Unit, 3 de desembre de 2021) va ser una cortesana britànica que va servir com a mestressa de les túniques de la reina Elisabet II des de 1967 fins a la seva mort el 2021. Va ser l'esposa de Hugh FitzRoy, 11è duc de Grafton i àvia d'Henry FitzRoy, 12è duc de Grafton.